# Urzędów
Urzędów ist eine Stadt und Sitz der gleichnamigen Stadt-und-Land-Gemeinde im Powiat Kraśnicki der Woiwodschaft Lublin in Polen. Zum 1. Januar 2016 wurde Urzędów wieder zur Stadt erhoben.

## Gemeinde
Zur Stadt-und-Land-Gemeinde Urzędów gehören neben der namensgebenden Stadt weitere Ortschaften mit Schulzenämtern.
Partnerschaften
- Nádudvar, Ungarn
- Stara Wyschiwka, Ukraine

## Persönlichkeiten
- Zdzisław Goliński (1908–1963), Geistlicher, Bischof des Bistums Częstochowa (1951–1963)
- Andrzej Biernat (* 1960), Politiker.